# Pluralia tantum

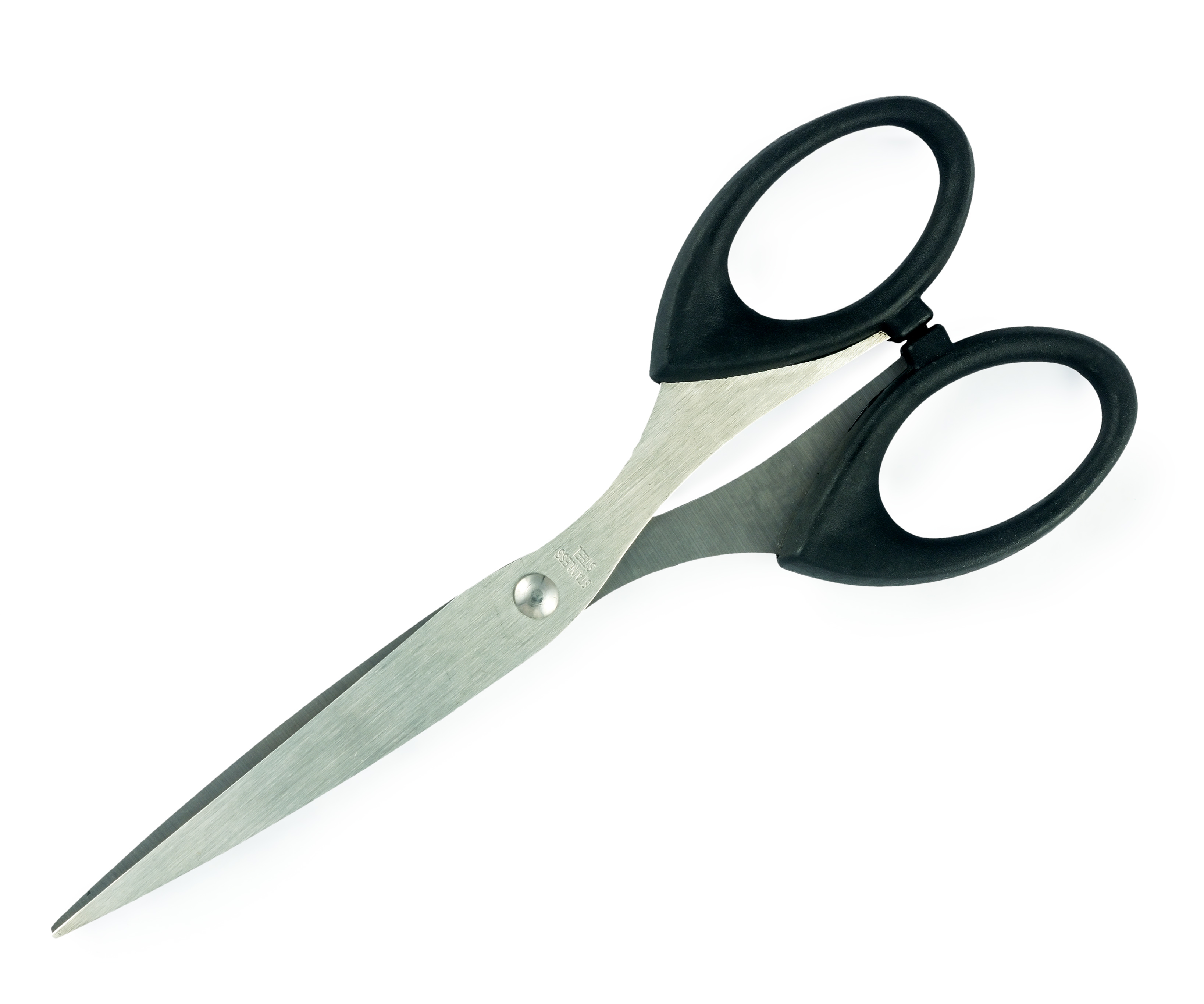
Слово «ножиці» — pluralia tantum.

Pluralia tantum («плюра́лія та́нтум»; з лат. — «множинні тільки»; однина plurale tantum, «множинне тільки») — розряд іменників, що вживаються тільки у множині.
Традиційне позначення, що використовується в словниках для цього типу слів — мн. (у латиничних виданнях і розділах pl.)
Протилежне поняття — singularia tantum. Так називають іменники, що завжди в однині.

## В українській мові
В українській мові іменники, що належать до категорії pluralia tantum, охоплюють кілька семантичних груп.
1. Назви елементів будівель, споруд (сіни, ворота, сходи[1], двері);
2. Назви елементів збруї, засобів пересування (шори, наритники[2], сани, бігунки);
3. Назви знарядь праці, елементів начиння (граблі, вила, триноги, ночви, носилки, ноші);
4. Назви парних предметів (ваги, окуляри, ножиці, кліщі, терези, лещата);
5. Назви частин тіла (в'язи, груди, крижі);
6. Назви деяких музичних інструментів (гуслі, цимбали);
7. Назви елементів одягу (бриджі, бутси, панталони, труси, штани[3]);
8. Назви маси, речовини, матеріалу, харчових продуктів (ліки, хімікалії, помиї, дрова, вершки, дріжджі, макарони, ласощі), а також назви залишків речовини чи матеріалу (висівки, вичіски, недоїдки);
9. Назви часових відрізків, деяких свят, повторюваних щорічно обрядів і дій (канікули, іменини, роковини, заручини, зажинки, обжинки);
10. Назви сукупності предметів зі значенням збірності (надра, гроші, фінанси, джунглі, хащі);
11. Назви деяких ігор (шахи, шашки, городки, піжмурки, схованки);
12. Назви дій, процесів, заходів (посиденьки, витребеньки, відвідини, дебати, хвастощі, пустощі, переговори, перегони);
13. Позначення почуттів, емоцій, станів (радощі, молодощі, гордощі, жалощі, веселощі, труднощі, ревнощі, скупощі, мудрощі, ластощі);
14. Географічні назви (Альпи, Анди, Афіни, Суми, Черкаси, Карпати, Дарданелли).

Слова гуси, кури зараз не вживаються в однині, і є збірними позначеннями гусок і гусаків, курок і півнів. Формою множини гуска є гуски, а курка — курки. Множина слова черв'як — черв'яки, але як біологічний термін вживається черви, що зараз вже не має однини.
Від pluralia tantum слід відрізняти іменники з неправильним утворенням множини (зябра — зябра, людина — люди).